# My Material Season
My Material Season（マイ・マテリアル・シーズン）は、日本の埼玉県草加市で結成された、メロディックデスメタルバンドである。

## 略歴
2005年に、Yoshihiro Nozaki（Drums&Piano)とYuya Sakurai（Guitar)を中心に結成。「ピアノ・ドラマティック・デスメタル」と称した音楽スタイルは、ドラム&ピアノを担当する、Yoshihiro Nozakiがメインコンポーザーというだけあり、メロディックデスメタルを基調に、流麗なピアノと高速ツーバスがせめぎ合うスタイル。
2008年ミニアルバム『Eyes Of Enemy』をリリース。ディスクユニオンを中心に全国のメタル取扱店舗で発売され、同年、大阪の老舗メタルレーベルLights out Recordsのアンダーグラウンド・メタル・コンピレーション・アルバム『THE REDHOT BURNING HELL.Vol.16』に2曲参加。
2009年シングル『Commit Suicide in The Paradise Lost』をリリースし、Nozakiが2009年8月に自主レーベル『Sound in Season Records』を設立。法務局に登記を申請した。2010年にはブラジルのIMPERATIVE MUSICのコンピレーションアルバム『IMPERETIVE MUSIC COMPILATION　VOL.III』に参加。1stアルバム『Mind of You Fragile in Vitriform』をLights out Recordsのサブレーベル・WHITE ASHよりリリース。ただし、発売や広告はWHITE ASHでレコーディングやマネージメント等はメンバーのYoshihiro Nozakiの自主レーベルであるSound in Season Recordsが担う。
2010年6月にはMySpace上で、Nozakiが影響を公言する日本のメロディックデスメタルバンド、MYPROOFの『Thirty Hours Of Pain』のカヴァー曲を発表。同6月、2ndアルバムの制作を発表した。しかし7月、バンド中心人物のNozakiが体調を崩し、長期間にわたり入院を余儀なくされてしまう。病名は本人や家族の意向で公式には発表されていない。2011年3月には退院をし、引き続き活動を続けMyspaceに新曲を2曲公開し、自身の健在ぶりをアピールしている。ボーカルにAkihiro Mutoを、ベースにShimpei Aidaを迎え入れ引き続きアルバムレコーディングを開始し、2012年4月25日に2ndアルバム『Bridal Aisles Of Tragedy』をリリースした。リリース後、Masahiro OzawaとShimpei Aidaが脱退。2014年3月5日、3rdアルバム『Awaking To The Piano Dramatic』を日本の新興レーベル・Walküre Recordsからリリースした。また、「ヤングギター」にNozakiのインタビューが掲載された。。
2016年1月、20分以上に及ぶ組曲『Desire in the Black Material』のリリースを発表。マスタリングエンジニアにソニー・ミュージックスタジオの阿部充泰が担当した。当初は2016年3月9日リリース予定であったが、製作スケジュールや楽曲の演奏難易度の都合から6月22日のリリースに延期しリリースした。HMVオンラインにてNozakiのコラムが掲載された。
2020年3月に4thアルバム『Bloody Pains Stigmata』をリリースした。「BURRN!」と「激ロックマガジン」にてNozakiのインタビューが掲載された。
2021年2月、「BURRN!」 2021年2月号掲載の前田岳彦による「総括2020」にてBEST TUNEの1曲として同アルバム収録「Punish For My Weakness」が選出された。
2021年6月、5thアルバム制作中を発表。先行配信のミュージックビデオ『Flame Of Destiny』を公開した。

## メンバー

### 現在のメンバー
- Yoshihiro Nozaki - ドラム・ピアノ・シンセサイザー

バンドのリーダーで、全ての楽曲の作詞、作曲、編曲、レコーディングエンジニアを手掛ける。
マルチプレイヤーで、3rdアルバム以降のレコーディングでは、ギターレコーディングも行っている。
- Akihiro Muto - ボーカル

Veiyadra、ZEMINENCEでもボーカルとして活動している。
- Yuya Sakurai - ギター、ベース、ヴァイオリン

カントリーミュージック、ジャズを演奏するミュージシャンとして活動している。
4thアルバムでは本業の活動専念を理由に、一部曲のギターレコーディングで参加している。

### 旧メンバー
- Thoru Hasegawa - ボーカル
- Masahiro Ozawa - ギター

脱退後も、ギターソロ等のゲスト参加している。
- Shimpei Aida - ベース

脱退後もベースのレコーディングアドバイザーとして参加している。

### サポートメンバー
- Tetsuhiro Kubota - ギター
- Hiromasa Tanaka - ベース

## ディスコグラフィ

### ミニアルバム
1. 2008年 『EYES OF ENEMY』
2. 2016年 『Desire in the Black Material』

### シングル
1. 2009年 『Commit suicide in the paradise lost』

### フルアルバム
1. 2010年 『Mind of you fragile in vitriform』
2. 2012年 『Bridal Aisles Of Tragedy』
3. 2014年 『Awaking To The Piano Dramatic』
4. 2020年 『Bloody Pains Stigmata』

### 参加作品
1. 2008年 『THE RED HOT BURNING HELL Vol.16』
2. 2010年 『IMPERATIVE MUSIC　COMPILATION VOL.III』
3. 2012年 『Cataclyzm　Vol.1』
4. 2014年 『We ROCK Vol.39特別付録オムニバスCD』